# Luján (San Luis)
Luján es una localidad del departamento Ayacucho, provincia de San Luis, Argentina.
Conocida por haber sido superproductora de naranjas dentro de San Luis, aunque esa actividad se fue declinando con el paso del tiempo, en estos últimos años han realizado trabajos para recuperar nuevamente esa identidad incorporando nuevas plantaciones de naranjos como también de otros cítricos.
En Luján también se realiza la "Fiesta Provincial de la Naranja de Luján" durante el mes de febrero, y es la festividad más emblemática y concurrida de la localidad. Su origen hace medio siglo, la diversidad artística, el fuerte arraigo local y su capacidad para convocar a cientos de personas la posicionan por encima de otras celebraciones, incluso de las de carácter religioso o deportivo. Es la única fiesta provincial que lleva el nombre de una localidad. 

## Población
Según el censo 2022 la población total del municipio fue de 2559 personas. En tanto, el número de viviendas registradas fue de 1126.
| Gráfica de evolución demográfica de Luján entre 1869 y 2022 |
|                                                             |
| Fuente: Censos nacionales del INDEC                         |

## Historia
No se sabe con exactitud sobre la fecha de su fundación, pero a mediados del siglo XIX, la localidad era conocida como Río Seco o Villa del Río Seco.
En 1850 un Teniente Coronel llamado Juan Francisco Loyola, quien era una figurada destaca en la defensa del norte puntano y además uno de los fundadores de la Villa, quería cumplir una promesa en honor a la Virgen de Luján por haber sido salvado de un ataque indígena (“los malones”) y dono los terrenos junto a Evaristo Ochoa (un terrateniente de la zona), e inicia la construcción del templo. En 1858 el gobernador Justo Daract formalizó la construcción dedicado a Nuestra Señora de Luján y a partir de allí la Villa dejó de llamarse “Río Seco” para identificarse con el culto mariano.  
El 20 de diciembre de 1868, el gobernador José Rufino Lucero y Sosa mandó a delinear un centro poblacional en Río Seco a cargo del agrimensor Juan Mendiburo, a raíz de que ese mismo año una terrible epidemia de cólera estaba arrasando con casi la totalidad de la población de la ciudad de San Luis. En 1870 se traslada al templo la imagen de la Virgen (“La Fundadora”), ya terminado, y la localidad adopta oficialmente el nombre Luján.

## Transporte
El medio de transporte de mayor uso es el colectivo, que con 1 línea de servicio interprovincial, que no solo permite conectar diferentes puntos de la localidad sino que también llega a diferentes puntos lindante de la provincia de San Luis. La línea de servicio directo es: Blanca Paloma SRL con varias frecuencias durante el día. Además cuenta con 4 empresas con servicio nacional que operan desde la nueva terminal de ómnibus inaugurado el 12 de mayo de 2017 por el exgobernador Alberto Rodríguez Saá.
Autopistas: En la localidad de Luján no hay autopistas como tal, aunque está conectada por rutas nacionales y provinciales muy bien pavimentadas de calzada simple (un carril).
- Ruta Nacional 146 – Es la vía principal que conecta Luján con San Luis capital, y pasa por ciudades como San Francisco del Monte de Oro, La Punta o Beazley, hasta finalizar en San Rafael (Mendoza) (al sur), esta ruta tiene su km 0 en Luján y luego sigue su recorrido como Ruta Nacional 20 (al norte).  No es autopista, aunque en varios tramos está en muy buen estado y señalizada.[11]
- Ruta Nacional 20 – Conecta a la localidad hacia el este con Córdoba y hacia el oeste con San Juan. Tampoco es autopista, esta en buen estado y pavimentada.[12]

## Cultura

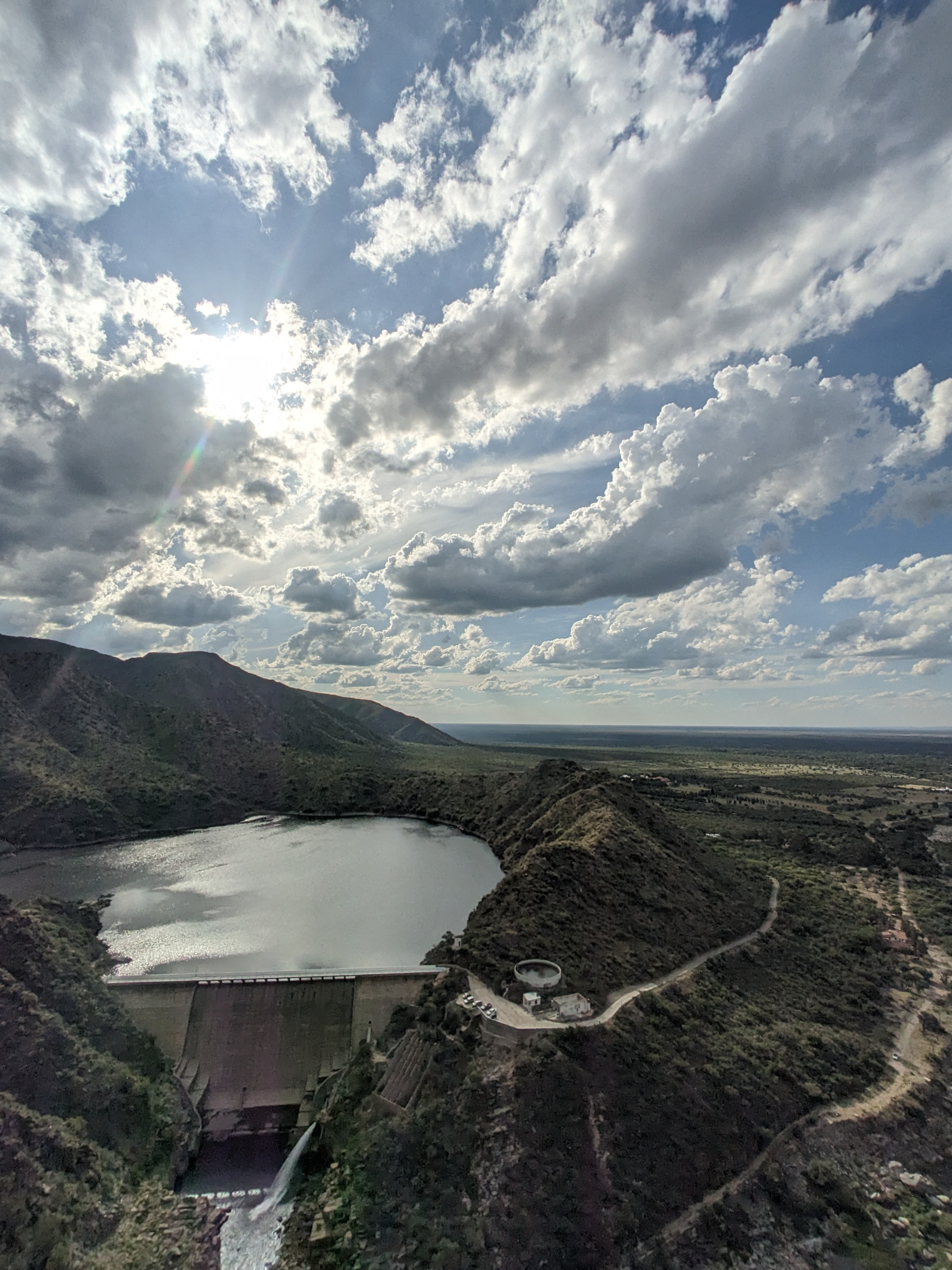

Dentro del patrimonio cultural de la localidad de Luján se encuentra el yacimiento de Piedras Blancas donde pueden apreciarse una de las pinturas rupestres más antiguas de la localidad. Otro atractivo turístico con el que cuenta dicha localidad es el de la reserva florofaunística llamada Reserva Quebrada de la Higueritas donde la flora y la fauna es abundante.
El pueblo es reconocido a nivel provincial por su fiesta provincial de la naranja, que se realiza en el mes de febrero.
Luján es reconocida por cientos de países alrededor del mundo por un festival de cortometrajes internacional llamado Orange Shorts Festival. El festival inició en 2019. En la edición 2020 contó con más de 200 películas presentadas en las que fueron representados todos los continentes. Contó además con conversatorios gratuitos con importantes invitados como Nicolás Batlle y un destacado jurado de más de cincuenta personas, entre ellas especialistas en diferentes áreas del cine.

## Dique Luján
En 1958 se construye un embalse entre los cerros Independencia y Bandera, que abarca unas 27 hectáreas aprox. donde sus aguas se utilizan para consumo humano, ganadería y riego agrícola. El entorno está dominado por vegetación autóctona como molles, algarrobos, chañares y talas, y es común el avistaje de cóndores en los cerros. 
En los últimos años el embalse es visitado cada vez más frecuentemente por turistas y visitantes que aprecia postales únicas de las Sierras Puntanas, que justamente en esa zona se encuentran unos de los cerros más empinados de la provincia.

## Reserva Quebrada de Las Higueritas
Es una de las mayores Reservas florofaunísticas de la provincia con 7400 hectáreas, bordeando el Cordón del Realito al oeste, el Dique Luján al este, y la llanura al norte.
Presenta dos ambientes distintivos: bosque ribereño y bosque serrano, con vegetación autóctona como enredaderas, helechos, molles, higuerillas, cocos, talas y chañares.
- Alberga más de 200 especies de aves, entre ellas el cóndor andino, águila coronada y cardenal amarillo y 14 % de las aves registradas en Argentina están presentes..

- También se han registrado mamíferos como el pecarí de collar y la corzuela parda, y especies novedosas como un alacrán (Tityus confluens) documentado por primera vez en la provincia[19]

## El Obrador de Luján
Es un edificio histórico de la localidad que está vinculada al proceso de urbanización y organización territorial que comenzó a finales del siglo XIX y comienzos del XX. Esta torre no solo cumplía una función esencial en el suministro de agua, sino que también fue testigo del desarrollo urbano y arquitectónico de Luján.
Aunque no esta bien documentado, posiblemente haya sido inaugurado durante el gobierno del exgobernador Mauricio Orellano en su plan de irrigación provincial y de consumo local. El edificio es como una torre de agua con un diseño que combina elementos tradicionales y funcionales. La arquitectura muestra un estilo predominante, con un tejado de tejas rojas y una forma octogonal que recuerda a construcciones rurales o coloniales adaptadas para fines prácticos para el almacenamiento de agua. Este tipo de diseño fue típico en áreas rurales de América y el sur de Europa a fines del siglo XIX.
El obrador ha sido fundamental para el mantenimiento de la Plaza Mitre, un espacio central en Luján. En 2023, se completó una perforación de más de 100 metros de profundidad en la plaza, incluyendo la instalación de un tanque elevado y su conexión a la red de distribución de agua desde El Obrador para mejorar los servicios y la calidad de vida de la localidad.

## Deportes
El principal club de fútbol en la localidad es el Club Deportivo Mitre.

## Parroquias de la Iglesia católica en Luján
La Parroquia Nuestra Señora de Luján, inicio su construcción en 1850, bajo una promesa, y finalizó 20 años después por dificultades económicas, en 1913 el templo fue oficialmente erigido como parroquia.
Está dedicada a la advocación mariana más popular de la Argentina, cuya imagen original se venera en la Basílica de Luján (Buenos Aires).
En el caso de Luján (San Luis), su creación y desarrollo están ligados a la consolidación del poblado a finales del siglo XIX, cuando la devoción a la Virgen de Luján se expandía por todo el país gracias al ferrocarril y las misiones parroquiales. En muchos pueblos, incluida esta localidad, se levantaron templos sencillos al inicio, que luego se ampliaron con el crecimiento demográfico y la mejora económica regional.
La fiesta patronal se celebra el 8 de mayo, siguiendo la fecha de la advocación nacional de la Virgen de Luján, aunque en algunos años se realizan actividades festivas complementarias el fin de semana más próximo para facilitar la participación comunitaria.
En esa jornada suelen organizarse misa solemne, procesión por las calles y actividades culturales, a menudo vinculadas con otras celebraciones locales.
| Diócesis  | San Luis                |
| --------- | ----------------------- |
| Parroquia | Nuestra Señora de Luján |
| Parroquia | San Juan Bautista       |

## Educación
En Luján hay varios establecimientos educativos que cubren distintos niveles de enseñanza: inicial, primaria, secundaria y técnica, aunque la cifra exacta puede variar por aperturas o cierres, generalmente se registran alrededor de 10 a 12 centros educativos activos:

### Jardín de infantes
- Jardín de infantes Naranja Dulce (Escuela n.º 52 Submarino ARA San Luis)[30]
- Jardín de infantes (Escuela n.º 297 Maestro Celestino Gómez)[31]
- Jardín de infantes (Escuela n.º 315 Maestro Gilberto Amieva Paiva[32]

### Escuelas primarias públicas y privadas
- Escuela n.º 52 “Submarino A.R.A. San Luis”[33]
- Escuela n.º 297 “Maestro Celestino Gómez”[34]
- Escuela n.º 315 “Maestro Gilberto Amieva Paiva”[35]

### Institutos de educación secundaria y escuelas técnicas[36]
- Escuela Técnica n.º 30 "Fragata Sarmiento"[37]
- Instituto San Juan Bautista[38]
- Escuela n.º 52 “Submarino A.R.A. San Luis”[39]
- Escuela Pública Digital de Adultos (EPDA) n.º 30 (educación para jóvenes y adultos)[40]